# Molonglo Observatory Synthesis Telescope

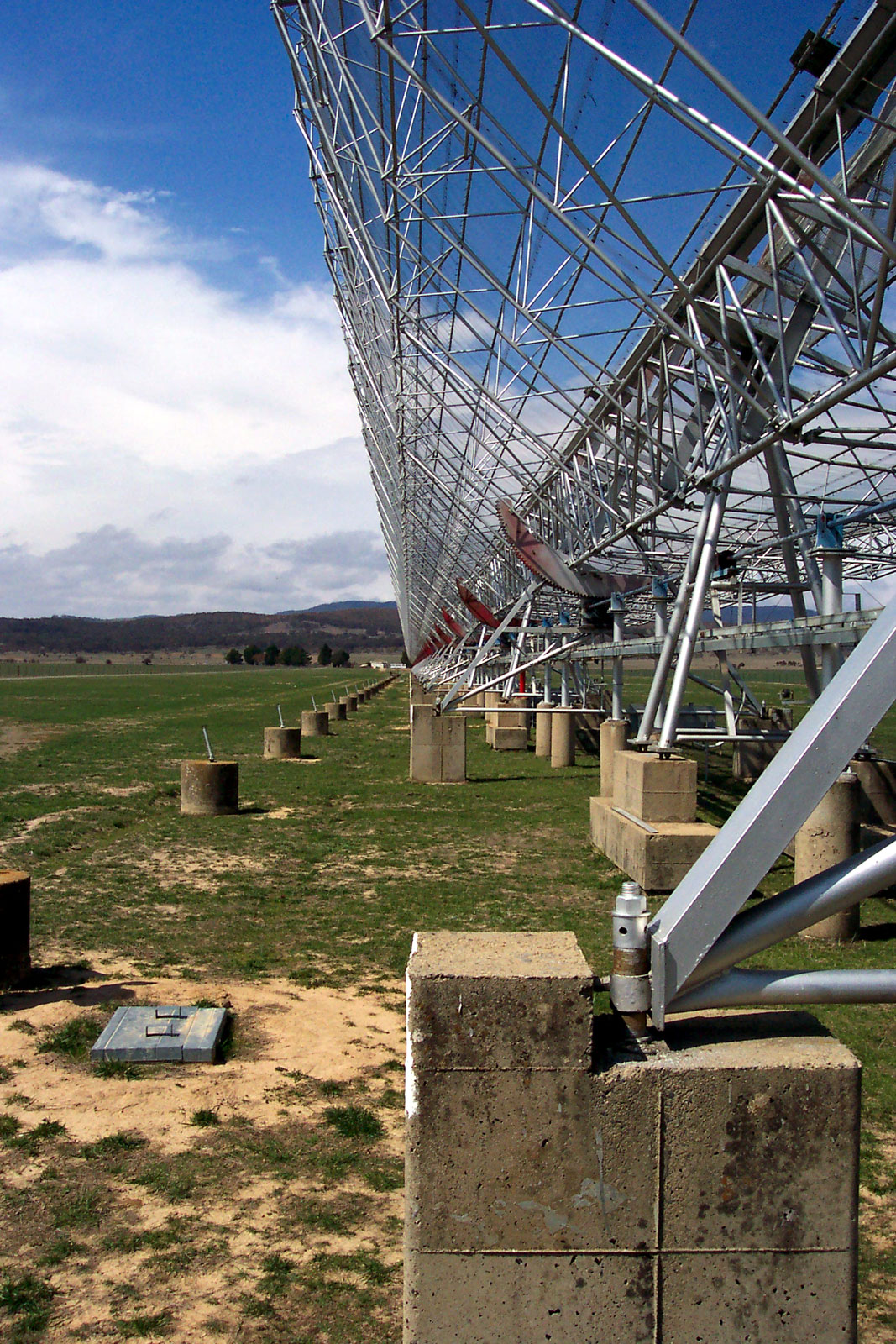
Molonglo Observatory Synthesis Telescope

Il Molonglo Observatory Synthesis Telescope (MOST) è un radiotelescopio  operante a  843 MHz gestito dalla facoltà di fisica dell'Università di Sydney. Il telescopio è situato nei pressi del fiume Molonglo vicino a Canberra, in Australia. Il radiotelescopio è stato ricavato dal dismesso Mills Croce Telescope modificando il braccio est-ovest.
ll MOST è stato costruito nel 1953 ed ha favorito le prime ricerche di radioastronomia. In seguito all'obsolescenza tecnologica è stato dismesso ed in seguito aggiornato dai ricercatori dell'Università di Swinburne per lo studio dei Fast Radio Burst e delle pulsar, consentendo di ottenere più di mille immagini al secondo con un trasferimento di dati di circa 22 GB/s.

## Struttura

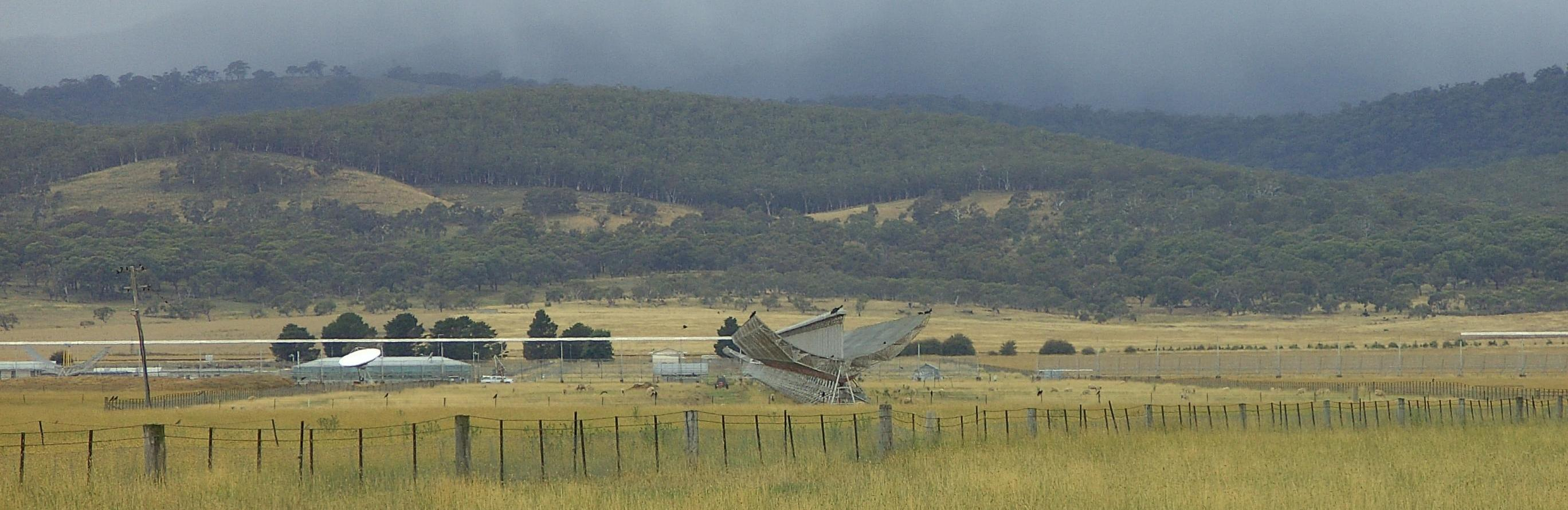
MOST visto da ovest sulla direttiva Est-Ovest

Inizialmente costituito da due bracci perpendicolari, nel 2013 è stato aggiornato e modificato realizzando una struttura consistente di due cilindri paraboloidi di 778 m x 12 m ciascuno distanti tra essi 15 metri ed allineati in direzione est-ovest. I segnali vengono raccolti da 7744 dipoli circolari. Tale configurazione è stata utilizzata anche per lo studio e lo sviluppo di SKAMP, prototipo e precursore del progetto SKA.

## Ricerca
A seguito di una campagna osservativa durata sei mesi, nel 2016 sono stati rilevati 3 Fast Radio Burst: Frb 160317, Frb 160410 e Frb 160608, i primi in assoluto ottenuti con la tecnica interferometrica. Inoltre è stata dedotta l'origine extraterrestre di tali FRB essendo ad almeno diecimila km di distanza, il limite Near-Field, dall'antenna ricevente del radiotelescopio.